# Brycinus imberi
Brycinus imberi es una especie de peces de la familia Alestiidae en el orden de los Characiformes.

## Morfología
Los machos pueden llegar alcanzar los 19,8 cm de longitud total y 300 g de peso.

## Alimentación
Come insectos, peces pequeños, materia vegetal y crustáceos.

## Depredadores
En Zimbabue es depredado por  Hydrocynus vittatus .

## Hábitat
Es un pez de agua dulce y de clima tropical (22 °C-26 °C). 

## Distribución geográfica
Se encuentran en África.